# جميع الكلاب تذهب إلى الجنة
جميع الكلاب تذهب إلى الجنة (بالإنجليزية: All Dogs Go to Heaven)‏ هو فيلم رسوم متحركة كوميدي درامي خيالي موسيقي عام 1989 من إخراج دون بلوث وشارك في الإخراج غاري جولدمان (أول إخراج له) ودان كوينستر. يروي قصة تشارلي ب. باركين (التي عبر عنها بيرت رينولدز)، وهو راعي ألماني قُتل على يد صديقه السابق، كارفيس كاروثرز (الذي عبر عنه فيك تايباك، في دوره قبل الأخير في الفيلم)، لكنه انسحب من مكانه في الجنة إلى بالعودة إلى الأرض، حيث لا يزال صديقه المفضل، Itchy Itchiford (الذي عبر عنه دوم ديلويز)، يعيش، وتعاونوا مع فتاة يتيمة صغيرة تدعى آن ماري (عبرت عنها جوديث بارسي في دورها السينمائي الأخير)، والتي تعلمهم درس مهم عن اللطف والصداقة والحب.

## القصة
تقع المؤامرة في عام 1939 في نيو أورلينز. تشارلي ب. باركين، كلب نذل ذو سحر ذكوري، يعمل مع شريكه في العمل، بولدوج رجل العصابات، في قارب كازينو مهمل. تشارلي مسجون في زنزانة حُكم عليها بالسجن مدى الحياة لكنه تمكن من إيجاد طريقه للخروج بمساعدة Itchy ، صديقه المقرب. بولدوج، غير راغب في تقاسم الأرباح، يخطط مع مساعده «الشر» للتخلص من تشارلي مرة واحدة وإلى الأبد بقتله. ينفذ الاثنان خطتهما لقتل تشارلي عندما يسكران ويتدحرجان بسيارة تجاهه.
يصعد تشارلي إلى الجنة بشكل افتراضي (بما أن كل الكلاب تذهب إلى الجنة)، على الرغم من أنه لم يفعل شيئًا لطيفًا واحدًا في حياته. يخدع الموت بسرقة «ساعة حياته» (ساعة جيب متوهجة) ويعيدها إلى العمل، مما يسمح له بالعودة إلى الحياة. لكن الآن، إذا توقفت ساعته، سيذهب مباشرة إلى الجحيم. ومع ذلك، طالما استمرت ساعة حياته في الظهور، فهو خالد.
بعد العودة إلى الأرض، يجتمع تشارلي مع أيشي وينتقمون من بولدوج من خلال بدء عمل تجاري منافس. يقوم بولدوج بالحجر الصحي على آن ماري، وهي فتاة يتيمة لديها القدرة على التواصل مع الحيوانات، وهذا يمنحه ميزة عند سباقات السباقات عندما يجبرها على وصف الحيوانات لمعرفة من الذي ستراهن عليه في المسابقات. «ينقذ» تشارلي آن ماري ويغريها بالذهاب معه مدعيا أنه يمكنهم مساعدة الفقراء والعثور على أسرة لها، لكنه في الواقع يستغلها بنفس الطريقة تمامًا مثل منافسه بولدوج، عندما يريدها أن تتحدث مع الحيوانات لكسب المال في مختلف المسابقات. إنها غاضبة منه عندما تلاحظ ذلك ولكن يتم إقناعها بمساعدته لأنه يدعي أنه يعاملها بمزيد من العدل والكرم.
اندهشت آن ماري عندما وجدت في تشارلي محفظة سرقها من كيت وهارولد، وهما زوجان التقيا في الشارع، وأملت أن يتم تبنيهما. يواجه تشارلي كابوسًا حيث يتم نفيه إلى الجحيم ومهاجمته من قبل كلاب شاول.
في اليوم التالي، أعادت آن ماري المحفظة للزوجين ووجدها تشارلي تتناول وجبة الإفطار معهم ويكتشف أنهم يخططون لأخذها تحت جناحهم. أخرج تشارلي بمكر آن ماري من المنزل عندما يتظاهر بالمرض. بعد الهروب من كمين دفنه كلب بولدوج وشرير، يسقط تشارلي وماري من خلال أرضية مستودع متهالكة في مجاري تحت الأرض حيث بالكاد يتمكنون من تجنب التهامهم من قبل تمساح عملاق، والذي يصبح في النهاية حليفهم.
بعد أن تم ضرب Itchy من قبل بلدغ وعصابته، يتذمر من تشارلي أنه يهتم بمان ماري أكثر من اهتمامه به أو بأعمالهم. تشارلي، في حالة إحباط، يعلن أنه سيرميها في دار للأيتام عندما لا يعود بحاجة إليها. آن ماري منزعجة من الأخبار وتهرب وهي تبكي لأنها تصاب بالحمى ويختطفها كلب بولدوج.
يصل تشارلي إلى قارب كازينو بولدوج لإنقاذ آن ماري. بولدوج، الذي كان يراقب وصول تشارلي، يقبض عليه. يأتي التمساح لينقذهم، ويطلق سراح تشارلي ويأكل الكلب حتى الموت. تسقط آن ماري في الماء مع ساعة حياة تشارلي. يقفز في الماء لإنقاذها وفي نفس الوقت يجب عليه أيضًا الاستيلاء على ساعته ولكنه غير قادر على الوصول إلى كليهما. ينقذ حياة آن ماري، لكنه يفقد حياته عندما لا يصل إلى الساعة التي توقفت عن العمل، ثم يموت مرة أخرى.
تم تبني آن ماري من قبل كيت وهارولد وسمح لتشارلي بالعودة إلى الجنة، وذلك لأنه عندما أنقذ آن ماري ومنع موتها، ضحى بحياته من أجلها ونسب هذا الفعل إليه. يقول لها وداعا ويثبت حبه لها. يترك Itchy معها ليكون حيوانها الأليف ويغادر إلى العالم التالي، حيث يدرك أن بلدغ قد صعد أيضًا إلى الجنة ويحاول إعادة ساعته إلى العمل على الرغم من تحذيرات الملاك المحارب بأنه إذا فعل ذلك فلن يكون قادرًا على العودة إلى الجنة.

## وصلات خارجية
- جميع الكلاب تذهب إلى الجنة على موقع IMDb (الإنجليزية)
- جميع الكلاب تذهب إلى الجنة على موقع ميتاكريتيك (الإنجليزية)
- جميع الكلاب تذهب إلى الجنة على موقع روتن توميتوز (الإنجليزية)
- جميع الكلاب تذهب إلى الجنة على موقع نتفليكس (الإنجليزية)
- جميع الكلاب تذهب إلى الجنة على موقع ألو سيني (الفرنسية)
- جميع الكلاب تذهب إلى الجنة على موقع Turner Classic Movies (الإنجليزية)
- جميع الكلاب تذهب إلى الجنة على موقع أول موفي (الإنجليزية)
- جميع الكلاب تذهب إلى الجنة على موقع بوكس أوفيس موجو (الإنجليزية)
- جميع الكلاب تذهب إلى الجنة على موقع فيلمافينيتي (الإسبانية)
- جميع الكلاب تذهب إلى الجنة على موقع قاعدة بيانات الأفلام السويدية (السويدية)